# 柳泽伯夫
柳泽伯夫（日语：柳澤 伯夫，1935年8月18日—），日本的大藏省官员、政治家，曾先后担任众议院议员、国土交通大臣、金融担当大臣、金融再生委员会委员长、厚生劳动大臣。